# Connexon
Trong sinh học, connexon là một tập hợp sáu protein tên là connexin tạo thành lỗ cấu tạo nên liên kết khe. Kênh này cho phép dòng ion di chuyển theo hai chiều và các phân tử mang tín hiệu. Hai connexon ở hai tế bài kết hợp với nhau, tạo thành kênh liên kết các tế bào một cách hoàn chỉnh. Tuy nhiên, trong một số tế bào, connexon đóng vai trò là một "ống" nối bào tương và không gian ngoại bào, cho phép vận chuyển ion và phân tử nhỏ thấp hơn 1-2 KDa. Hiện nay vẫn còn rất ít nghiên cứu về chức năng của các hình thức liên kết mặt bên của tế bào, song có nhiều bằng chứng mới cho thấy vai trò chính của chúng trong sự truyền tín hiệu nội bào.
Connexon tạo thành từ cùng một loại connexin được gọi là đồng hợp phân tử, trong khi connexons làm bằng loại connexins khác nhau gọi là dị hợp phân tử.

## Cấu trúc

### Là tập hợp các connexin
Các protein tiểu đơn vị connexin được tổng hợp trên màng lưới nội chất. Các tiểu đơn vị này sau đó được oligome hóa, hoặc kết hợp với các cấu phần nhỏ tạo thành connexon trong bộ Golgi. Connexon được chuyển vị đến màng bào tương, sau đó gắn vào connexon tương thích từ tế bào lân cận để tạo thành liên kết khe. Một phần lớn của quá trình này được xúc tác bởi sự phosphoryl hóa do các enzyme và protein khác nhau, cho phép hoặc ngăn chặn sự tương tác giữa các protein nhất định.

### Giáng hóa
Cấu trúc Connexon bị giáng hóa để rời màng tế bào bằng cách nhập bào. Nghiên cứu cho thấy rằng liên kết khe có thể bị nhập bào bằng nhiều phương pháp, nhưng phương pháp được biết đến nhiều nhất, được nghiên cứu nhiều nhất là phương pháp điều trị nhập bào qua trung gian clathrin (clathrin-mediated endocytosis). Nói một cách dễ hiểu, đây là quá trình mà một phối tử liên kết với một receptor tín hiệu ở một phần nhất định của màng tế bào được clathrin bao bọc. Chỗ này của màng lõm sâu vào tế bào để tạo thành một túi. Sau đó lysosome ở bào tương sẽ giáng hóa. Lysosome phá vỡ các protein của connexin vì chúng chứa enzyme đặc hiệu. Có bằng chứng cho rằng cơ chế phản ứng là ubiquitin hóa.

## Chức năng tổng thể
Connexons đóng một vai trò then chốt trong hành vi và sinh lý thần kinh. Trong hệ thần kinh trung ương (HTKTW), connexon đóng vai trò chính trong động kinh, thiếu máu cục bộ, viêm và thoái hóa thần kinh. Cơ chế phân tử về connexon đối với các vai trò nêu trên vẫn chưa được tìm hiểu đầy đủ và cần được nghiên cứu thêm. Ngoài ra, connexon rất quan trọng trong hoạt động mô tim. Kết nối trực tiếp cho phép nơ-ron thần kinh phóng điện một cách nhanh chóng và đồng bộ trong trái tim, giúp giải thích khả năng đập nhanh và thay đổi tốc độ của tim nhằm đáp ứng với các kích thích nhất định. Connexons rất thiết yếu trong quá trình phát triển tế bào. Cụ thể, chúng giúp hình thành thần kinh liên quan đến sự phát triển não bộ và sửa chữa khi mắc một số bệnh lý nhất định, hỗ trợ quá trình phân bào, tổng hợp tế bào. Các vai trò trên vẫn còn đang nghiên cứu, nhưng bước đầu cho thấy rằng cơ chế có liên quan đến tín hiệu purinergic (hình thức truyền tín hiệu ngoại bào qua hợp chất trung gian nucleotide và nucleoside, như adenosine và ATP) và tính thấm của ATP. Vai trò quan trọng khác của connexon là cảm biến glucose và truyền tín hiệu. Connexon gây ra những thay đổi về nồng độ glucose ngoại bào, ảnh hưởng đến hành vi no/đói, chu kỳ ngủ/thức và sử dụng năng lượng. Các nghiên cứu sâu hơn chỉ ra rằng tăng hấp thu glucose nhờ có connexon (cơ chế chưa được tìm hiểu đầy đủ) khi bị viêm hoặc bị stress. Nghiên cứu gần đây cũng chỉ ra rằng connexon ảnh hưởng đến độ dẻo synapse, học tập, trí nhớ, thị giác và xúc giác.

## Bệnh liên quan
Một số bệnh liên quan đến connexon là bệnh tim mạch và tiểu đường, khi mà cơ thể không có khả năng sản xuất insulin để hấp thu glucose ở các tế bào và giáng hóa các đơn vị nhỏ của connexon (chính là connexin), dẫn đến bệnh lý về tim mạch. Bệnh tim mạch và tiểu đường type I và II do rối loạn ở trong tế bào tim và tuyến tụy. Thể liên kết giúp tế bào tương tác nhau một nhanh chóng thông qua truyền điện, thường xuất hiện ở các đầu dây thần kinh như trong cơ tim, rất quan trọng trong việc duy trì hằng tính nội môi ở gan và thận.
Trong bệnh tim mạch, Cx43 (connexin 43), một tiểu đơn vị của connexon, là protein của thể liên kết có vai trò kích thích các tế bào cơ tim giúp nhịp tim được đồng bộ. Khi xuất hiện bệnh tim mạch, tiểu đơn vị Cx43 có dấu hiệu bị stress oxy hóa, do tuổi tác hoặc chế độ ăn uống, tim mất khả năng chống lại sự tích tụ các độc tố có hại và dẫn đến giảm chức năng mạch máu. Ngoài ra, Cx43 giảm dần trong mô mạch máu có vai trò trong việc hồi phục tâm thất và chữa lành vết thương sau nhồi máu cơ tim. Tuy nhiên, cơ chế này vẫn chưa được tìm hiểu rõ. Tóm lại, những thay đổi trong sự xuất hiện Cx43 và stress oxy hóa dẫn đến những bất thường trong phối hợp nhịp đập của tim, gây nên rối loạn nhịp tim.